# 'Ndrangheta in provincia di Crotone

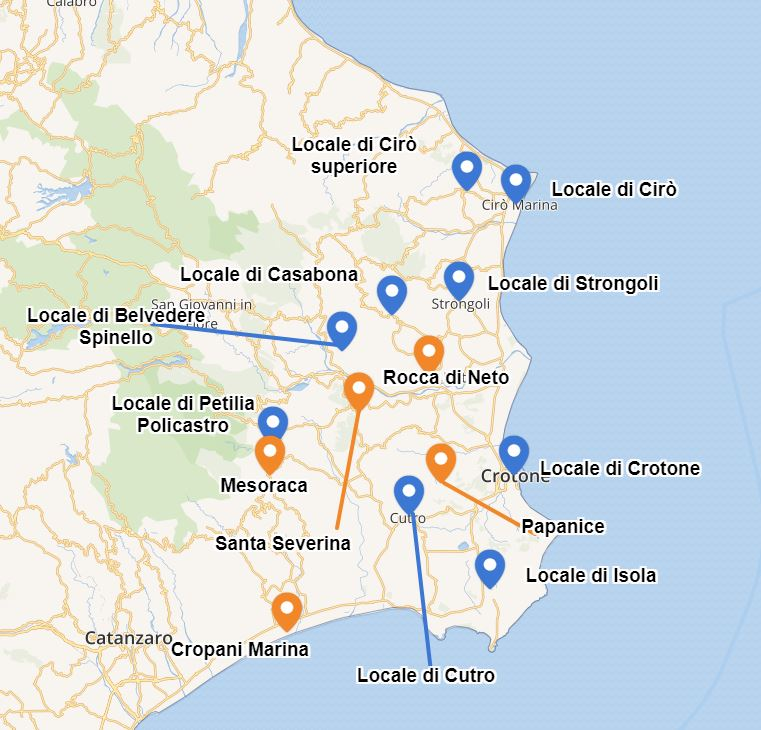
'ndrangheta in Provincia di Crotone (2018), in blu le locali in arancione la presenza di 'ndrine

La 'ndrangheta in provincia di Crotone è un fenomeno antico e radicato. Le famiglie crotonesi hanno ramificazioni anche in Emilia-Romagna, Lombardia (Grande Aracri, Nicoscia, Oliverio), Germania (Arena, Oliverio), in Spagna e Svizzera (Ferrazzo). Le 'ndrine di quest'area operano nel narcotraffico, nel sistema degli appalti, praticano estorsioni e riciclaggio.
I Farao-Marincola di Cirò sono predominanti a Crotone e mantengono buoni rapporti con gli Arena di Isola Capo Rizzuto. I Grande Aracri dominano su Cutro e sono legati ai Comberiati-Garofalo di Petilia Policastro e ai Ferrazzo di Mesoraca. Ad Isola Capo Rizzuto infine negli ultimi anni emerge la cosca dei Nicoscia, appoggiata dai Grande Aracri, a dispetto degli Oliverio-Maesano, alleati del clan Vasapollo di Cutro.

## Struttura

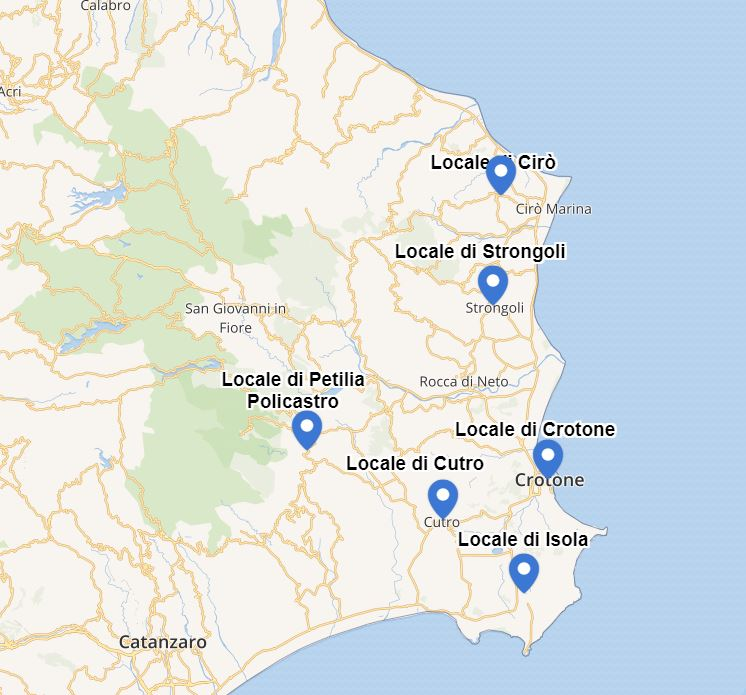
Locali di 'ndrangheta nella provincia di Crotone (2017)

Nel crotonese la 'ndrangheta, come nel resto della regione, è suddivisa in locali. Il locale di Isola ed i rispettivi Crimini di Cutro e Cirò sono le strutture a cui fanno riferimento tutti i locali dell’area.

### Elenco locali
- Locale di Belvedere Spinello[2], in stato sospeso dal 1988 al 2005, anno in cui è stato riaperto con a capo Francesco Oliverio in carica fino al 2012[3]. Da esso dipendono le 'ndrine distaccate di Cerenzia, Caccuri, Rocca di Neto, Castelsilano, San Giovanni in Fiore (CS) e una a Rho (MI)[3][4].
- Locale di Casabona[5] con il presunto capo Francesco Tallarico (Operazione Stige del 2018)[5]
- Locale di Cirò Marina o semplicemente di Cirò[1]: Farao-Marincola
- Locale di Cirò Superiore[5] con il presunto capo Pino Sestito (Operazione Stige del 2018)[5]
- Locale di Crotone: Vrenna-Ciampà-Corigliano-Bonaventura
- Locale di Cutro[1]: Grande Aracri
- Locale di San Leonardo di Cutro: Mannolo-Trapasso[6][7]
- Locale di Isola Capo Rizzuto[8]: Arena-Nicoscia
- Locale di Mesoraca: Ferrazzo[9]
- Locale di Petilia Policastro: Comberiati-Garofalo-Cosco
- Locale di Roccabernarda con il presunto capo Antonio Santo Bagnato[10] (2018)
- Locale di Strongoli: Giglio-Levato

### Elenco 'ndrine
- Arena di Isola Capo Rizzuto[11]
- Barilari di Crotone
- Caligiuri di Cirò Marina
- Capicchiano di Isola Capo Rizzuto
- Carvelli di Petilia Policastro
- Colacchio di Isola Capo Rizzuto
- Comberiati-Garofalo-Cosco di Petilia Policastro
- Dragone di Cutro[11][12][13][14][15]
- Ferrazzo di Mesoraca[11]
- Foschini di Crotone
- Giardino di Isola Capo Rizzuto[16]
- Giglio di Strongoli[12][13][14][15]
- Grande Aracri di Cutro[11]
- Greco-Donato di San Mauro Marchesato[17][18]
- Iona di Belvedere di Spinello e Rocca di Neto[11]
- Maesano di Isola Capo Rizzuto
- Manfreda di Petilia Policastro[11]
- Manfredi di Isola Capo Rizzuto
- Farao-Marincola di Cirò e Cirò Marina[11]
- Marrazzo-Oliverio di Belvedere Spinello[11]
- Martino di Cutro[19]
- Megna di Papanice, frazione di Crotone[11]
- Multari di Cutro[20]
- Muto di Cutro
- Nicoscia di Isola Capo Rizzuto[11]
- Paparo di Isola Capo Rizzuto
- Pompeo di Isola Capo Rizzuto
- Pullano di Isola Capo Rizzuto
- Pugliese di Isola Capo Rizzuto
- Raso di Isola Capo Rizzuto
- Russelli di Papanice, frazione di Crotone[11]
- Scandale di Petilia Policastro
- Tornicchio di Cantorato[11]
- Mannolo-Trapasso-Zoffreo di San Leonardo frazione di Cutro[11][21][22]
- Vasapollo-Ruggiero[11]
- Vrenna-Ciampà-Corigliano-Bonaventura di Crotone[11]

## Storia

### Anni '70
Secondo il pentito Giuseppe Vrenna fino agli anni '70 i locali attivi anche senza società formata o con solo buon ordine dell'area del crotonese dipendevano dal locale di Crotone ed in particolare da suo padre Luigi Vrenna che aveva il ruolo di capobastone.

#### La faida di Cutro
La c.d. faida di Cutro ha vissuto diverse fasi, negli anni '70 vide scontrarsi la famiglia Dragone e quella degli Oliverio a Cutro, mentre nei primi anni '90 il gruppo dei Vasapollo-Ruggiero sempre contro i Dragone, in questo caso con azioni anche nella zona di Reggio Emilia dove le cosche cutresi si erano nel frattempo insediate. Successivamente alla detenzione di Antonio Dragone, boss dell'omonima cosca, emerse la figura di Nicolino Grande Aracri che cercò di prendere il posto di Dragone, ne nacque uno scontro tra i gruppi Dragone-Arena e i Grande Aracri-Nicoscia che terminò nel 2004 con l'omicidio a Cutro del boss Antonio Dragone, pochi mesi dopo la sua scarcerazione.

#### La faida di Crotone
Nel 1973 scoppia una faida tra la famiglia di Luigi Vrenna detto U Zirro e quella di Umberto Feudale, uomo di rispetto, detto U petrolianu, che era dedito al contrabbando di sigarette. Il 27 luglio 1973 uccise durante una sparatoria un figlio di Zu Luigi, il ventiduenne Calogero Vrenna detto Ninì, il quale era ritenuto da tutti un attaccabrighe e dopo avergli sparato lo investì con la macchina mentre era a terra morto in segno di sfregio. Durante la sparatoria rimase ucciso anche un fratello del Feudale, Ciccio. Il 31 agosto dello stesso anno viene uccisa Concetta Feudale e viene ferito il figlio Enzo di 4 anni. Il 20 settembre 1973 vengono uccisi anche il diciannovenne Domenico Feudale con il fratello Salvatore di 10 anni, figli di Umberto. Ultimo atto che decreta la vittoria dei Vrenna.

### Anni '80 - La faida di Isola
Combattuta tra gli anni '80 e i primi anni '90, ha visto scontrarsi gli Arena e i Maesano. Scalpore fece l'uccisione di Vincenzo Arena, ucciso in un agguato a lupara il 25 luglio 1991, per strada, a neppure 500 metri di distanza dalla caserma dei carabinieri.

### Anni '90

#### La faida del Marchesato
Nel 1990 scoppia una sanguinosa faida tra le 'ndrine di Cirò alleate con alcune crotonesi e quelle di Strongoli, contrapposte al Locale di Belvedere Spinello (clan Iona e Oliverio), che solo in quest'anno ha portato a 33 morti.
Il 20 novembre 1990 di fronte al bar Augello, in piazza Pitagora, vengono uccise 3 persone: Giuseppe Sorrentino, Rosario Garceo e Ugo Perri, mentre Gaetano Barilari viene ferito. Il motivo sarebbe stato quello di accaparrarsi i lavori di una nuova base militare per aerei F16 nei pressi dell'aeroporto di Crotone, nel quartiere Sant’Anna di Isola di Capo Rizzuto.

### Anni 2000

#### La faida di Strongoli
Il 2000 esordisce con nuove faide, stavolta tocca a Strongoli, tra le 'ndrine dei Giglio e dei Valente prima alleate ora in contrasto per il traffico di droga, di armi e delle estorsioni.

#### La faida di Isola Capo Rizzuto
Nel 2000 scoppia nuovamente una faida tra le 'ndrine di Isola e quelle di Cutro. Gli Arena si alleano con i Dragone mentre i Nicoscia con i Grande Aracri. Fece particolarmente scalpore, per le modailtà, l'uccisione del boss Carmine Arena, ucciso il 2 ottobre 2004, con 3 colpi di bazooka.
- 21 ottobre 2005 - Operazione Grande Drago contro i Grande Aracri e i Dragone[38][39][40][41][42][43][44].

#### L'omicidio di Lea Garofalo
Lea Garofalo diventa testimone di giustizia dal 2002, e racconterà le vicende inerenti alla faida cominciata nel 1996 nella 'ndrina dei Comberiati-Garofalo-Cosco di Petilia Policastro a cui è affiliato anche suo marito Carlo Cosco (che l'aveva sposata per motivi economici). Dal 2006 viene espulsa dal programma perché non attendibile, per essere poi riammessa nel 2007 dopo che il consiglio di stato le diede ragione. Da aprile 2009 decide volontariamente di rinunciarci.
Il 24 novembre 2009 in un appartamento a Milano viene uccisa Lea Garofalo da Carlo e Vito Cosco, il cadavere verrà portato via nel quartiere San Fruttuoso di Monza e carbonizzato per tre giorni da Carmine Venturino, Rosario Curcio e Massimo Sabatino.
Il 18 dicembre 2014 si conclude il processo che conferma 4 ergastoli per: Carlo e Vito Cosco, Rosario Curcio e Massimo Sabatino, 25 anni di carcere per Carmine Venturino e assolto Giuseppe Cosco per non aver commesso il fatto.

### Anni 2010

#### 2012: Gli Arena e il parco eolico
Anche per la 'ndrangheta il business dell'economia "verde" e delle energie rinnovabili, alimentata da fondi statali ed europei inizia ad avere interesse e nel 2012 con l'operazione Wind Farm viene sequestrato ad Isola Capo Rizzuto uno dei più grandi parchi eolici d'Italia e d'Europa, riconducibile alla cosca degli Arena. Il parco sarebbe stato gestito da Pasquale Arena, fratello del boss Carmine Arena.

#### 2013: L'operazione Insula a Isola Capo Rizzuto
Il 3 dicembre 2013 scatta l'operazione Insula, della Guardia di Finanza, che porta agli arresti di Massimo e Pasquale Arena, Francesco Ponissa, Salvatore Arena, Luigi Tarasi, Vittorio Perri, il poliziotto Carlo Capizzano e il boss già in carcere Nicola Arena mentre agli arresti domiciliari: l'ex sindaco di Isola Capo Rizzuto Carolina Girasole (assolta in primo grado nel 2015) e il marito Francesco Pugliese.

#### 2014: Il Crimine dei Grande Aracri
Secondo la relazione semestrale della DIA del I semestre 2014 a Cutro sarebbe nato il nuovo Crimine della famiglia Grande Aracri che avrebbe assunto il controllo di tutte le attività illecite nella parte settentrionale della regione.

#### 2015: L'operazione Aemilia
Il 28 gennaio 2015 si conclude l'operazione Aemilia con l'arresto di 160 persone in Emilia-Romagna, Lombardia, Piemonte, Veneto, Calabria e Sicilia delle procure di Bologna, Catanzaro e Brescia tra cui affiliati dei Grande Aracri e il presunto capo di Reggio Emilia Nicolino Sarcone, il capogruppo di Fi di Reggio Emilia, Giuseppe Pagliani. Le persone sono accusate di associazione di tipo mafioso, estorsione, usura, porto e detenzione illegali di armi, intestazione fittizia di nove società e di attività commerciali, reimpiego di capitali di illecita provenienza, emissione di fatture per operazioni inesistenti, e un sequestro di beni per un valore di oltre 330 milioni di euro.
Il 29 gennaio 2015 si conclude l'operazione Kyterion diretta dalla Direzione distrettuale antimafia di Catanzaro che porta all'arresto di 37 presunti affiliati ai Grande Aracri.
Il 22 settembre 2015 si conclude il processo Insula scaturito dall'omonima operazione del 2013, con la piena assoluzione dell'ex sindaco Carolina Girasole di Isola Capo Rizzuto accusata di voto di scambio e abuso d'ufficio.

#### 2016: Le operazioni Kyterion 2, Six towns e Borderland
Il 4 gennaio 2016 si conclude l'operazione Kyterion 2 diretta dalla Direzione distrettuale antimafia di Catanzaro che porta all'arresto di 16 presunti affiliati ai Grande Aracri, dalle indagini si evince presunti tentativi di collegarsi ad esponenti del Vaticano e della Corte di cassazione, nonché l'intrusione in ordini massonici e cavalierati da parte del capo-locale Nicolino Grande Aracri. A quest'ultimo sarebbe attribuito un conto corrente con 200 milioni di euro a cui è collegata una fideiussione per un investimento edilizio in Algeria.
Il 18 ottobre 2016 si conclude l'operazione Six towns che smantella il Locale di Belvedere Spinello nell'omonima città, che aveva propaggini anche a Rocca di Neto, Caccuri, Cerenzia, Castelsilano e San Giovanni in Fiore in provincia di Cosenza, più un distaccamento anche a Rho (Provincia di Milano). Con a capo Francesco Oliverio dal 2005 al 2012. Vengono arrestate 30 persone accusate di associazione mafiosa e traffico di droga.
Il 29 novembre 2016 si conclude l'operazione Borderland che arresta 48 persone presumibilmente coinvolte nella cosca Trapasso di Cropani e Tropea di Catanzaro ad essa sodale. Le cosche attraverso 2 uomini avevano interessi anche in Emilia-Romagna, soprattutto a Parma (ma anche Bologna e Reggio Emilia). Nel comune d'origine alle ultime elezioni del 2014 avrebbero sostenuto l'attuale vicesindaco ed erano coinvolti nelle attività di diversi villaggi turistici.
Il 22 gennaio 2017 vengono tratti in arresto Giuseppe e Tommaso Trapasso figli del presunto boss Giovanni Trapasso, dell'omonima cosca di San Leonardo di Cutro e sfuggiti all'operazione Borderland di fine 2016.

#### 2017: Il centro accoglienza e lo scioglimento di Isola Capo Rizzuto
Il 15 maggio 2017 si conclude l'operazione Johnny della DDA di Catanzaro che ha portato all'arresto di 68 persone, molte riconducibili a membri degli Arena, accusati a vario titolo di: associazione mafiosa, estorsione, porto e detenzione illegale di armi, intestazione fittizia di beni, malversazione ai danni dello Stato, truffa aggravata, frode in pubbliche forniture e altri reati di natura fiscale, tutti aggravati dalle modalità mafiose. Erano riusciti ad inserirsi nella gestione del gioco e delle scommesse online nella città di Crotone e ad infiltrarsi nel centro di accoglienza per richiedenti asilo di Isola Capo Rizzuto, la struttura di questo tipo più grande d’Europa. Sarebbero coinvolti anche il parroco don Edoardo Scordio e Leonardo Sacco, presidente della sezione calabrese e lucana della Confraternita delle Misericordie che li avrebbe agevolati ad ottenere due Sprar realizzate nella medesima zona e dei centri a Lampedusa.
Il 22 novembre 2017 viene sciolto il comune di Isola Capo Rizzuto.

#### 2018: Operazione Stige e il locale di Roccabernarda
Il 9 gennaio 2018 si conclude l'operazione Stige porta all'arresto di 169 presunti affiliati o sodali dei Farao-Marincola di Cirò e dei Giglio di Strongoli nel crotonese tra cui i presidenti dei consigli comunali di Cirò Marina, Strongoli, Mandatoriccio, Casabona e San Giovanni in Fiore e del presidente della Provincia di Crotone, 13 arresti sono avvenuti in territorio tedesco in Assia e a Stoccarda. 
In Germania imponevano i loro prodotti vinicoli e i semilavorati per la pizza mentre in Calabria gestivano il mercato ittico, il gioco d'azzardo legale delle slot machine, i distributori di bevande, i servizi di onoranze funebri e la gestione dell'accoglienza dei migranti; un imprenditore impegnato nello smaltimento dei rifiuti speciali ospedalieri Albano Alessandro viene arrestato per 416 bis ma difeso da un pool di avvocati composto dal penalista avv. Fabrizio Gallo di Roma e dagli avv.ti Domenico Monci e Amalia Monci dello studio legale Legalmonci, viene riconosciuto estraneo dal Riesame di Catanzaro che annulla la custodia cautelare e dissequestra la sua azienda mentre era stato confuso giornalisticamente, con altro 
alle dipendenze dei locali di Casabona e Cirò che presumibilmente avrebbe anche ottenuto lavoro per lo smaltimento di rifiuti tossici e non speciali 
proveniententi dall'Ilva di Taranto. 
Sono stati sequestrati beni a Crotone, Cosenza, Catanzaro, Roma, Milano, Torino, Bologna, Modena, Parma, Cremona, Carrara, Chioggia, Lurago d'Erba e Robecco d'Oglio.
Il 19 gennaio 2018 il prefetto di Crotone nomina una commissione d'accesso antimafia per il comune di Crucoli.
Il 12 luglio 2018 si conclude l'operazione Via col vento che porta all'arresto di 13 persone presunte sodali delle 'ndrine Paviglianiti, Mancuso, Anello e Trapasso che volevano infiltrarsi negli appalti di costruzione dei parchi eolici delle province di Reggio Calabria, Crotone, Vibo Valentia e Catanzaro e accusate a vario titolo di associazione mafiosa, estorsione e illecita concorrenza. Tra gli arrestati anche il sindaco di Cortale (CZ).
Il 30 luglio 2018 si conclude l'operazione Trigarium che porta all'arresto di 11 persone presunte affiliate o vicine al neo-scoperto locale di Roccabernarda, il cui capo sarebbe Antonio Santo Bagnato. I reati commessi sono omicidio, tentato omicidio, danneggiamenti, uccisione di animali. Il 24 giugno 2020, il Tribunale di Crotone ha emesso la sentenza di primo grado: pene severe per i componenti della locale di Roccabernarda: quella inflitta al boss Antonio Santo Bagnato è di 24 anni e sei mesi di reclusione.
Il 20 dicembre 2018 si conclude l'operazione Tisifone della Polizia che porta all'arresto di 21 persone, tra cui membri dei Nicoscia che stavano per prepararsi ad una guerra con i clan di Crotone, Isola Capo Rizzuto e Petilia Policastro in cui sarebbe dovuto morire Salvatore Capicchiano. Le 'ndrine sarebbero coinvolte nel giro delle slot machine truccate e nella gestione della sicurezza nei locali notturni. Il 7 gennaio 2019 viene tratto in arrestato l’attuale presunto reggente Antonio Nicoscia.

#### 2019 - Operazioni Malapianta, Grimilde, Camaleonte e Infectio
- Il 12 marzo 2019 si conclude l'operazione Camaleonte che porta all'arresto di 33 persone nelle città di Treviso, Vicenza, Padova, Belluno, Rovigo, Reggio Emilia, Parma, Milano e Crotone accusate di far parte di un sodalizio di 'ndrangheta riconducibile ai Grande Aracri e a vario titolo accusate di associazione mafiosa, estorsione, violenza, usura, sequestro di persona e riciclaggio[78][79].
- Il 29 maggio 2019 si conclude l'operazione Malapianta della Guardia di Finanza di Crotone che porta all'arresto di 35 persone nella provincia di Crotone accusate a vario titolo di associazione mafiosa, traffico e spaccio di stupefacenti attivo in 5 regioni e all'estero, usura e estorsione per gli operatori turistici crotonesi. I membri farebbero parte della Locale di San Leonardo di Cutro con a capo i Trapasso e i Mannolo, legati ai Grande Aracri ma che coinvolgeva anche membri crotonesi e catanzaresi[6][7].
- Il 25 giugno 2019 si conclude l'operazione Grimilde che porta a 16 ordinanze di custodia cautelare tra cui Francesco Grande Aracri e i figli Salvatore e Paolo accusati a vario titolo di estorsione, usura e riciclaggio ma anche il presidente del consiglio di Piacenza Giuseppe Caruso[80].
- Il 12 dicembre 2019 si conclude l'operazione Infectio che porta a 27 provvedimenti contro presunti affiliati dei Trapasso, Mannolo e Zoffreo accusati a vario titolo di traffico di droga insieme ad esponenti della criminalità albanese, estorsioni, truffe a istituti di credito, infiltrazioni nel settore edile e nella politica locale umbra[81][82].

### Anni 2020 -Lo scioglimento di Cutro e Casabona, la finta collaborazione di Nicolino Grande Aracri
- Il 15 gennaio 2020 si conclude l'operazione Thomas della Guardia di Finanza che arresta l'ex dirigente dell'area tecnica del comune di Cutro (2007-2015) e presidente del CDA della banca di credito cooperativo crotonese, un medico del policlinico di Roma e un imprenditore (sposato con Giovanna Grande Aracri sorella di Nicola Grande Aracri) accusati a vario titolo di associazione di stampo mafioso, abuso d'ufficio e traffico di influenze illecite[83][84].
- 19 novembre 2020:  Operazione Farmabusiness contro la cosca Grande Aracri[85][86].
- 21 gennaio 2021: Operazione Basso Profilo contro i Vrenna-Ciampà-Corigliano-Bonaventura, gli Arena e i Grande Aracri.[87][88][89][90]
- 25 gennaio 2021: Operazione Eleo[91][92][93][94].
- 10 febbraio 2021: Operazione Golgota contro gli Arena, i Nicoscia e Mannolo[95][96].
- 23 febbraio 2021: Operazione Orso contro i Vrenna-Ciampà-Corigliano-Bonaventura e i Megna[97][98].
- 12 marzo 2021: Operazione Perseverance contro i Sarcone e i Muto, collegati con i Grande Aracri.[99][100]
- 29 marzo 2021: Operazione Big Bang contro le cosche Mannolo, Scerbo, Zoffreo e Falcone[101][102].
- Il 17 aprile 2021 le forze dell'ordine rivelano della collaborazione di Nicolino Grande Aracri con la DDA di Catanzaro[103][104][105], la quale, però, dopo pochi mesi viene definita "inattendibile" e, possibilmente in grado di celare un vero e proprio disegno criminoso dai magistrati della DDA.[106][107]

- Il 4 ottobre 2022 vengono arrestate 31 persone di cui diverse appartenenti al Locale di Mesoraca accusate a vario titolo di associazione mafiosa, concorso esterno in associazione mafiosa, traffico di stupefacenti e traffico illecito di rifiuti[9].
- Il 19 aprile 2025 viene sciolto il comune di Casabona[108].

## Comuni sciolti
- Cirò (2001), (2013) DPR 2013 annullato dal TAR[109][110]
- Isola Capo Rizzuto (2003), (2017)[71][109]
- Strongoli (2003) DPR 2003 annullato, (2018)[109]
- Cirò Marina (2018)[109]
- Crucoli (2018)
- Cutro (2020)[111]
- Casabona (2025[108])